# Hermic Films
Hermic Films va ser una productora cinematogràfica fundada en 1941 per Manuel Hernández Sanjuán. Amb més de 200 curtmetratges, la majoria d'ells documentals, és considerada com una de les pioneres en el documental colonial espanyol.

## Història
Hermic Films va ser fundada en 1941 per Manuel Hernández Sanjuán juntament amb el seu soci italià, Lamberto Micangeli, que va tornar a Itàlia poc després, deixant a Sanjuán com a únic representant. El seu nom comercial és un acròstic compost per la primera síl·laba dels cognoms dels dos primers socis amb els quals va explicar l'empresa, Hernández Sanjuán (Her) i Lamberto Micangeli (Mic).
La primera pel·lícula produïda per Hermic Films és Primer Amor (1942) de Claudio de la Torre. La pel·lícula s'estrena a Barcelona al cinema Alcázar el 23 de gener de 1942 i a Madrid, en l'Imperial, al març del mateix any.
En 1944, el Director General del Marroc i Colònies, el General José Díaz de Villegas, va encarregar a la productora la realització d'una sèrie de pel·lícules documentals sobre la Guinea Espanyola. L'equip que es va desplaçar a Guinea, entre 1944 i 1946, estava format pel director, Manuel Hernández Sanjuán; el càmera, Segismundo Pérez de Pedro (Segis); el muntador, Luís Torreblanca; i el guionista i narrador, Santos Núñez. El resultat d'aquesta expedició cinematogràfica, parcialment subvencionada per la Direcció general del Marroc i Colònies, van realitzar 31 curtmetratges propagandístics i més de 5.500 fotografies.
El 17 d'octubre de 1946, una altra vegada a Guinea, José Torreblanca Ortega, Luis Torreblanca Ortega i Santos Núñez Gómez passen a formar part de la productora Hermic Films al costat de Manuel Hernández Sanjuán. José Torreblanca Ortega deixaria la productora en 1950.
En 1947, i després de l'èxit obtingut amb els documentals de la Guinea Espanyola, el Director General del Marroc i Colònies, el General José Díaz de Villegas, torna a encarregar a la productora la realització d'una sèrie documental sobre el Marroc espanyol. La sèrie acaba composta per 22 documentals, 9 dels quals van ser presentat en el Palau de la Música de Madrid en 1949.
Tots ells van ser dirigits per Manuel Hernández Sanjuán, amb guions de Santos Núñez, fotografia de “Segis” i muntatge de Luis Torreblanca, sota el patrocini del tinent general José Enrique Varela, Alt Comisariat d'Espanya al Marroc.
Entre 1950 i 1951, produeixen una sèrie de documentals sobre l'Àfrica Occidental Espanyola, rodats a l'Ifni i el Sàhara Espanyol.
Hermic Films arriba a constituir-se en el portaveu cinematogràfic oficial de les reivindicacions colonialistes franquistes. Es tracta l'única empresa privada espanyola que va tenir com a orientació principal la producció de documentals de caràcter etnogràfic, la qual cosa la converteix en la responsable de la major part de filmacions adscribibles al minso cinema colonial espanyol. Tot i que la majoria de les produccions són curtmetratges, fa una incursió en el llargmetratge amb pel·lícules com La puerta entornada (España en África Ecuatorial), (1954) de Santos Núñez, i La llamada (1965) de Xavier Seto.
La baixa empresarial de Hermic Films es produeix en 1977, en subrogar tots els seus drets en A.C.P. Producciones S.A.